# Court Tomb von Letterfrack

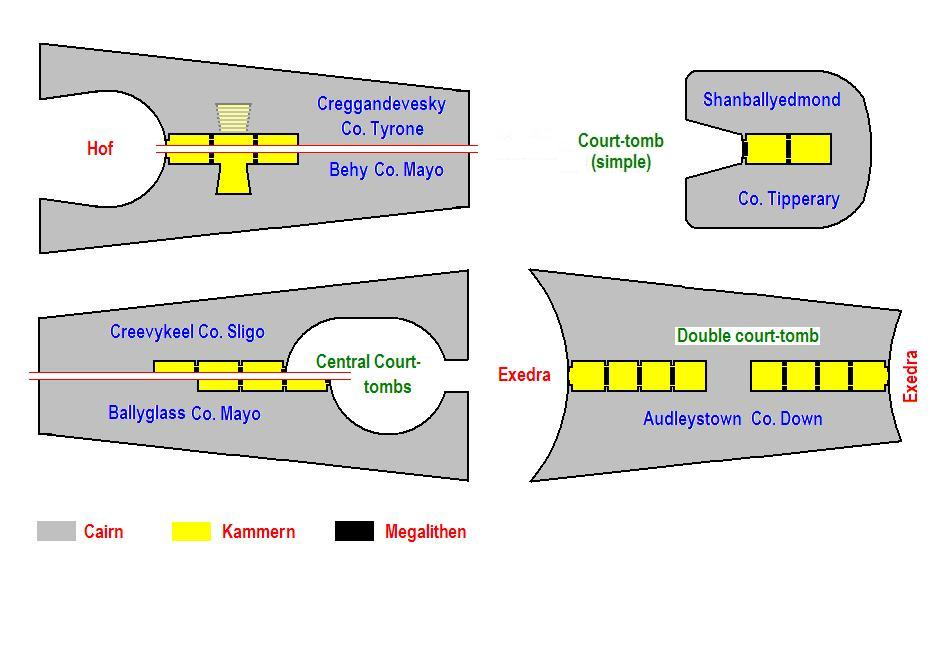
Verschiedene Formen von Court Tombs

Das Court Tomb von Letterfrack liegt am Fuße des Diamond Hill, südlich von Letterfrack (irisch Leitir Fraic) im Connemara-Nationalpark, im County Galway, nahe der Grenze zum County Mayo in Irland. Court Tombs gehören zu den megalithischen Kammergräbern (englisch chambered tombs) der Insel. Sie werden mit etwa 400 Exemplaren nahezu ausschließlich in Ulster im Norden von Irland beziehungsweise in Nordirland gefunden.
Dem stark gestörten Court Tomb fehlt der Hof (englisch court). Besser erhalten ist die etwa 5,5 m lange Nord-Süd orientierte Galerie. Sie ist durch Seitensteine in zwei Kammern unterteilt. Der Hügel, dessen Steine offenbar in einer Felsgrenze verbaut wurden, ist stark gestört.
In der Nähe stehen die Steinreihe von Baunoge und der Menhir von Keelkyle. Östlich von Letterfrack liegt das Court Tomb von Mweelin.